# نيكولا كوتيلوت
نيكولا كوتيلوت (بالفرنسية: Nicolas Coutelot)‏ مواليد 9 فبراير 1977 في ستراسبورغ، هو لاعب كرة مضرب فرنسي سابق بدأ مسيرته كمحترف سنة 1996 وكان يلعب باليد اليمنى، اعتزل اللعب في 2009. أعلى تصنيف له في الفردي كان المركز الـ 87 في سنة 2002. أعلى تصنيف له في الزوجي كان المركز الـ 306 في سنة 2000.

## روابط خارجية
- نيكولا كوتيلوت على موقع رابطة محترفي التنس (الإنجليزية)
- نيكولا كوتيلوت على موقع الاتحاد الدولي لكرة المضرب (الإنجليزية)
- نيكولا كوتيلوت على موقع خلاصة التنس.كوم (الإنجليزية)